# Jarohněvice (Dubňany)
Jarohněvice (místně také Jaroňovice, německy Jaranowitz) jsou osada a ulice na západním konci města Dubňany, u někdejšího nádraží na zrušené trati Kyjov–Mutěnice. Původní vesnice, zmiňovaná už ve 12. století, je nejstarší doloženou částí Dubňan. 

## Historie
V roce 1408 prodal Hynek z Ronova vesnici Jarohněvice s tvrzí Vítoslavu z Voděrad. V roce 1412 získal ves a tvrz Ješek Hruška z Újezda. Po husitský válkách se stala zdejší tvrz sídlem loupežníků, později byla vykoupena. V roce 1496 prodal Vilém z Perštejna tvrz Jindřichovi IX. z Lipé. Ves zpustla a zanikla, přičemž její přesná poloha není jistá.

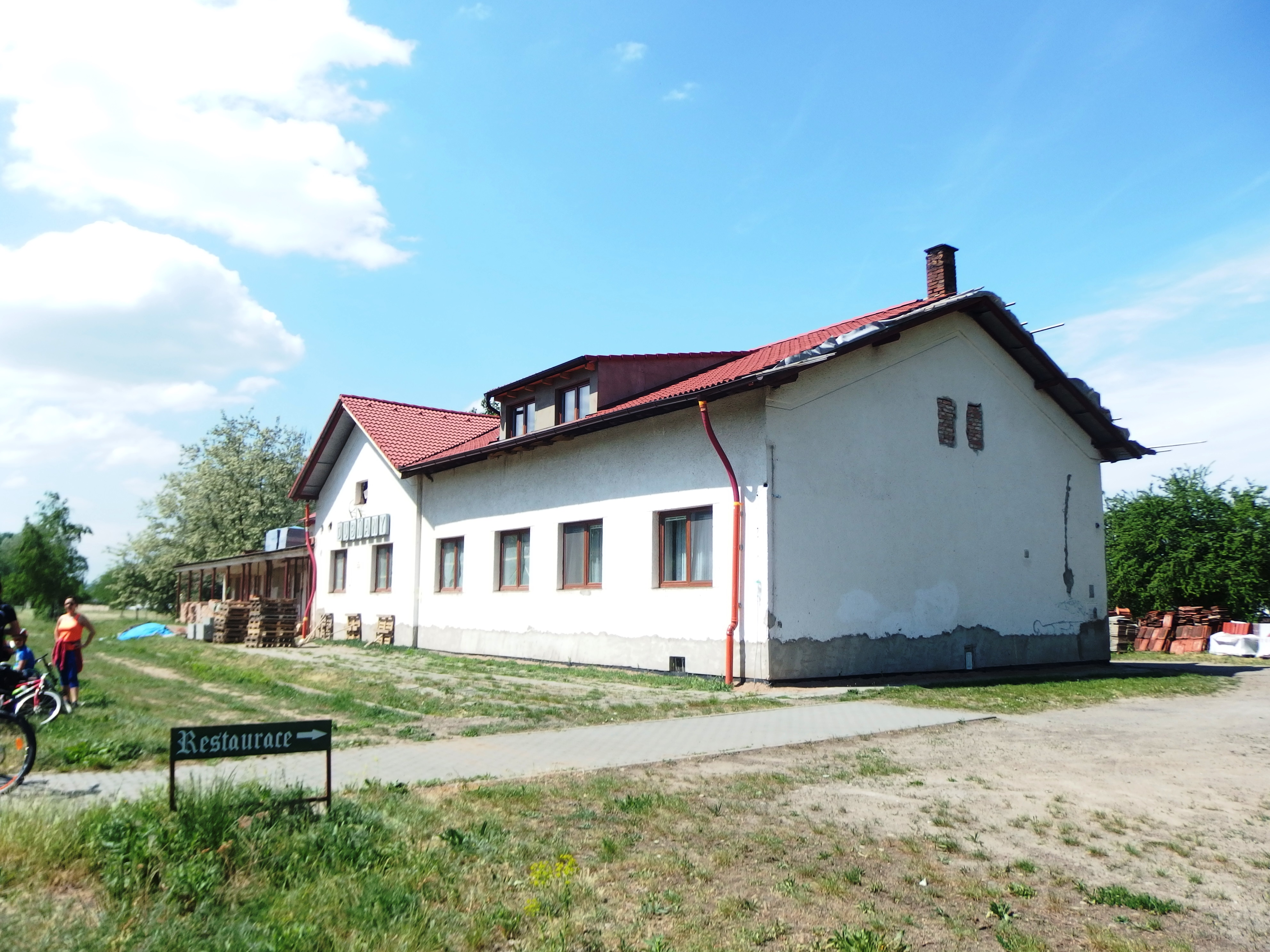
Bývalá železniční zastávka Dubňany v Jarohněvicích

Západně od osady se prostírá Jarohněvický rybník, největší rybník na povodí Kyjovky i v okrese Hodonín.